# 寄託 (国際法)
国際法における寄託 (きたく、英語: deposit) とは、多国間条約の締結における管理を委任する行為である。寄託者 (depositary)、すなわち各国から寄託されて管理を行う者には、中立的な立場である国際機関が指定されるか、あるいは条約締結交渉国の中から1国または複数国が選ばれる場合が多い。条約 (協定、議定書などを含む) は一般的に、各国の交渉代表者が内容に合意して署名しただけでは法的に拘束力を持たない。署名国が自国に持ち帰り、議会での可決などを経て批准の手続きを取った後、寄託者にその旨を通知することを寄託と言う。それぞれの多国間条約によって異なるが、署名国のうちの一定割合から寄託され、一定日数が経過した後に初めて法的な拘束力が発生する。寄託者の役割については、条約法に関するウィーン条約の第77条「寄託者の任務」で規定されている。

## 寄託の規定例
1992年に国際連合で採択、1993年に署名、1997年に発効した化学兵器禁止条約を例にとると、「寄託」の文言は以下の条文に表れている。
第15条 改正
1. いずれの締約国も、この条約の改正を提案することができるものとし (以下略)
2. 改正案については、すべての締約国及び寄託者に対して回章に付するため事務局長に提出する。改正案は、改正会議においてのみ検討する (以下略)
3. 改正は (中略) すべての締約国が批准書又は受諾書を寄託した後三十日で、すべての締約国について効力を生ずる (以下略)

第16条 有効期間及び脱退
1. この条約の有効期間は、無期限とする。
2. 締約国は、この条約の対象である事項に関係する異常な事態が自国の至高の利益を危うくしていると認める場合には、その主権を行使してこの条約から脱退する権利を有する。この権利を行使する締約国は、他のすべての締約国、執行理事会、寄託者及び国際連合安全保障理事会に対しその九十日前にその旨を通告する。その通告には、自国の至高の利益を危うくしていると認める異常な事態についても記載する。
3. この条約からの締約国の脱退は、国際法の関連規則、特に千九百二十五年のジュネーヴ議定書に基づく義務を引き続き履行することについての国の義務に何ら影響を及ぼすものではない。

第21条 効力発生
1. この条約は、六十五番目の批准書が寄託された日の後百八十日で効力を生ずる。ただし、いかなる場合にも、署名のための開放の後二年を経過するまで効力を生じない。
2. この条約が効力を生じた後に批准書又は加入書を寄託する国については、その批准書又は加入書の寄託の日の後三十日目の日に効力を生ずる。

## 寄託者の例
- ベルギー: 外務大臣が欧州航空航法安全機構 (通称: ユーロコントロール) 設立のための条約の寄託者[4]

- フランス: 戦争における化学兵器や生物兵器などの使用を禁止した1925年のジュネーヴ議定書の寄託者[5]

- イタリア: 欧州経済共同体 (EEC) 設立などを定めた1957年のローマ条約の寄託者[6]

- ニュージーランド: TPP協定の寄託者[7]

- ロシア (旧ソ連): 1972年の生物兵器禁止条約、1968年の核拡散防止条約、1963年の部分的核実験禁止条約の寄託者[8]

- スイス: 1949年のジュネーヴ諸条約を含む、計78本の条約の寄託者[9]

- イギリス: 1968年の宇宙救助返還協定、1972年の生物兵器禁止条約などの寄託者[10][11]

- アメリカ合衆国: 国際連合憲章、1948年の国際民間航空条約 (シカゴ条約)、集団安全保障の枠組みを規定した1949年の北大西洋条約、国際原子力機関 (IAEA) の憲章など、200本以上の条約の寄託者[12]

- 国際連合事務総長: 1993年の化学兵器禁止条約、1996年の包括的核実験禁止条約 (CTBT) (未発効)、1998年の国際刑事裁判所ローマ規程、1992年の気候変動枠組条約など多数の寄託者[13]